# Dombras
Dombras est une commune française située dans le département de la Meuse, en région Grand Est.

## Géographie

### Hydrographie
La commune est dans le bassin versant de la Meuse au sein du bassin Rhin-Meuse. Elle est drainée par le Loison, le ruisseau la Brevonte, le ruisseau du Bois de Chavrelle et le ruisseau du Bois de Damvillers,.
Le Loison, d'une longueur de 53 km, prend sa source dans la commune de Loison et se jette  dans la Chiers à Chauvency-le-Château, après avoir traversé 17 communes. Les caractéristiques hydrologiques du Loison sont données par la station hydrologique située sur la commune de Vittarville. Le débit moyen mensuel est de 1,72 m3/s. Le débit moyen journalier maximum est de 38,9 m3/s, atteint lors de la crue du 15 juillet 2021. Le débit instantané maximal est quant à lui de 45,2 m3/s, atteint le même jour.

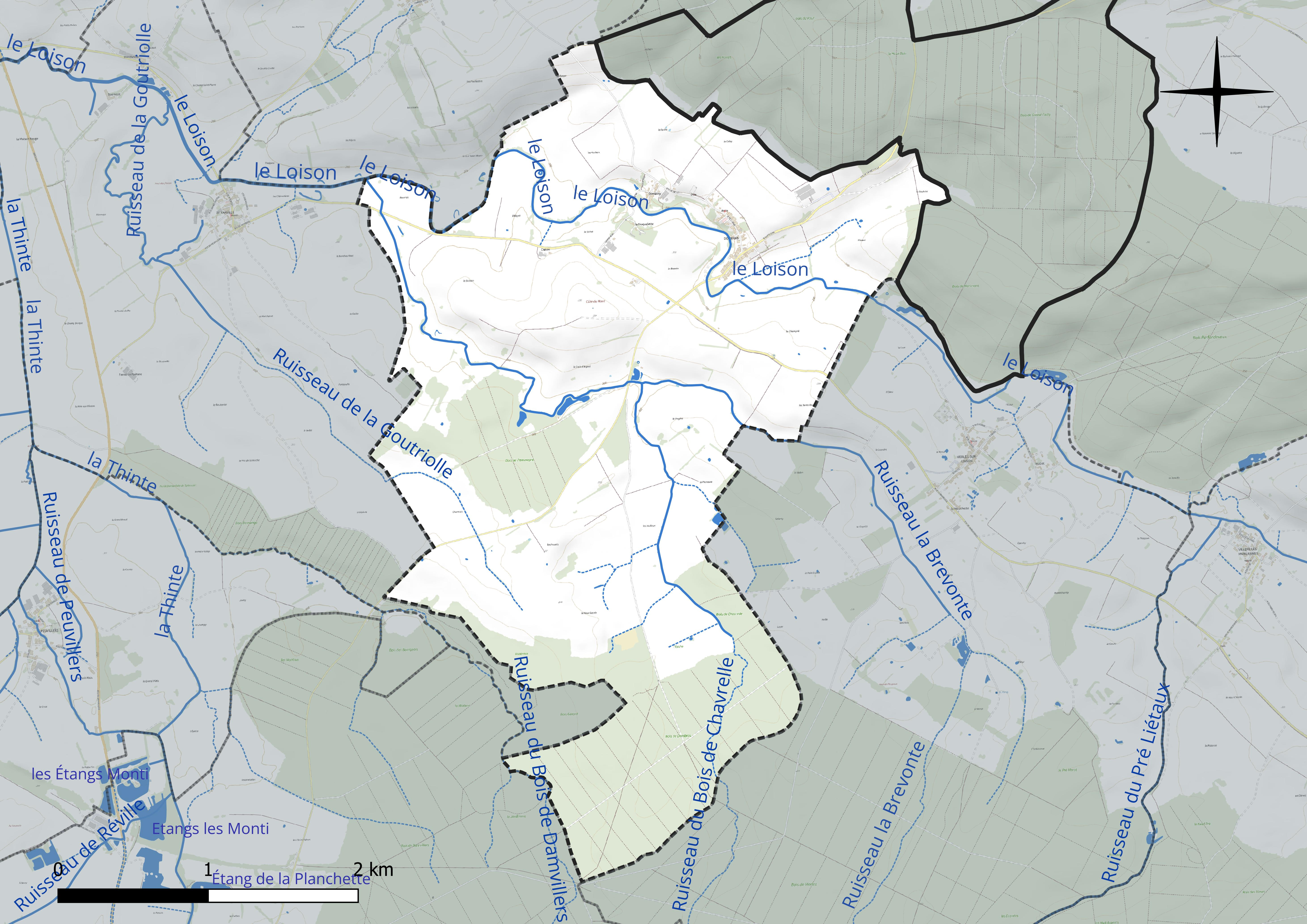
Réseau hydrographique de Dombras.

Le Brevonte, d'une longueur de 12 km, prend sa source dans la commune de Romagne-sous-les-Côtes et se jette  dans le Loison sur la commune, après avoir traversé trois communes. 

### Climat
Pour des articles plus généraux, voir Climat du Grand Est et Climat de la Meuse.
En 2010, le climat de la commune est de type climat des marges montargnardes, selon une étude du Centre national de la recherche scientifique s'appuyant sur une série de données couvrant la période 1971-2000. En 2020, Météo-France publie une typologie des climats de la France métropolitaine dans laquelle la commune est dans une zone de transition entre le climat océanique altéré et le climat océanique altéré et est dans la région climatique  Lorraine, plateau de Langres, Morvan, caractérisée par un hiver rude (1,5 °C), des vents modérés et des brouillards fréquents en automne et hiver. 
Pour la période 1971-2000, la température annuelle moyenne est de 9,8 °C, avec une amplitude thermique annuelle de 15,6 °C. Le cumul annuel moyen de précipitations est de 913 mm, avec 13,5 jours de précipitations en janvier et 9,5 jours en juillet. Pour la période 1991-2020, la température moyenne annuelle observée sur la station météorologique de Météo-France la plus proche, « Villette », sur la commune de Villette à 11 km à vol d'oiseau, est de 10,1 °C et le cumul annuel moyen de précipitations est de 909,4 mm. 
La température maximale relevée sur cette station est de 39 °C, atteinte le 25 juillet 2019 ; la température minimale est de −14,8 °C, atteinte le 20 décembre 2009,,. 
Les paramètres climatiques de la commune ont été estimés pour le milieu du siècle (2041-2070) selon différents scénarios d'émission de gaz à effet de serre à partir des nouvelles projections climatiques de référence DRIAS-2020. Ils sont consultables sur un site dédié publié par Météo-France en novembre 2022.

## Urbanisme

### Typologie
Au 1er janvier 2024, Dombras est catégorisée commune rurale à habitat dispersé, selon la nouvelle grille communale de densité à sept niveaux définie par l'Insee en 2022.
Elle est située hors unité urbaine et hors attraction des villes,.

### Occupation des sols
L'occupation des sols de la commune, telle qu'elle ressort de la base de données européenne d’occupation biophysique des sols Corine Land Cover (CLC), est marquée par l'importance des territoires agricoles (76,2 % en 2018), une proportion sensiblement équivalente à celle de 1990 (76,7 %). La répartition détaillée en 2018 est la suivante : 
prairies (46,4 %), terres arables (26 %), forêts (23,8 %), zones agricoles hétérogènes (3,8 %). L'évolution de l’occupation des sols de la commune et de ses infrastructures peut être observée sur les différentes représentations cartographiques du territoire : la carte de Cassini (XVIIIe siècle), la carte d'état-major (1820-1866) et les cartes ou photos aériennes de l'IGN pour la période actuelle (1950 à aujourd'hui).

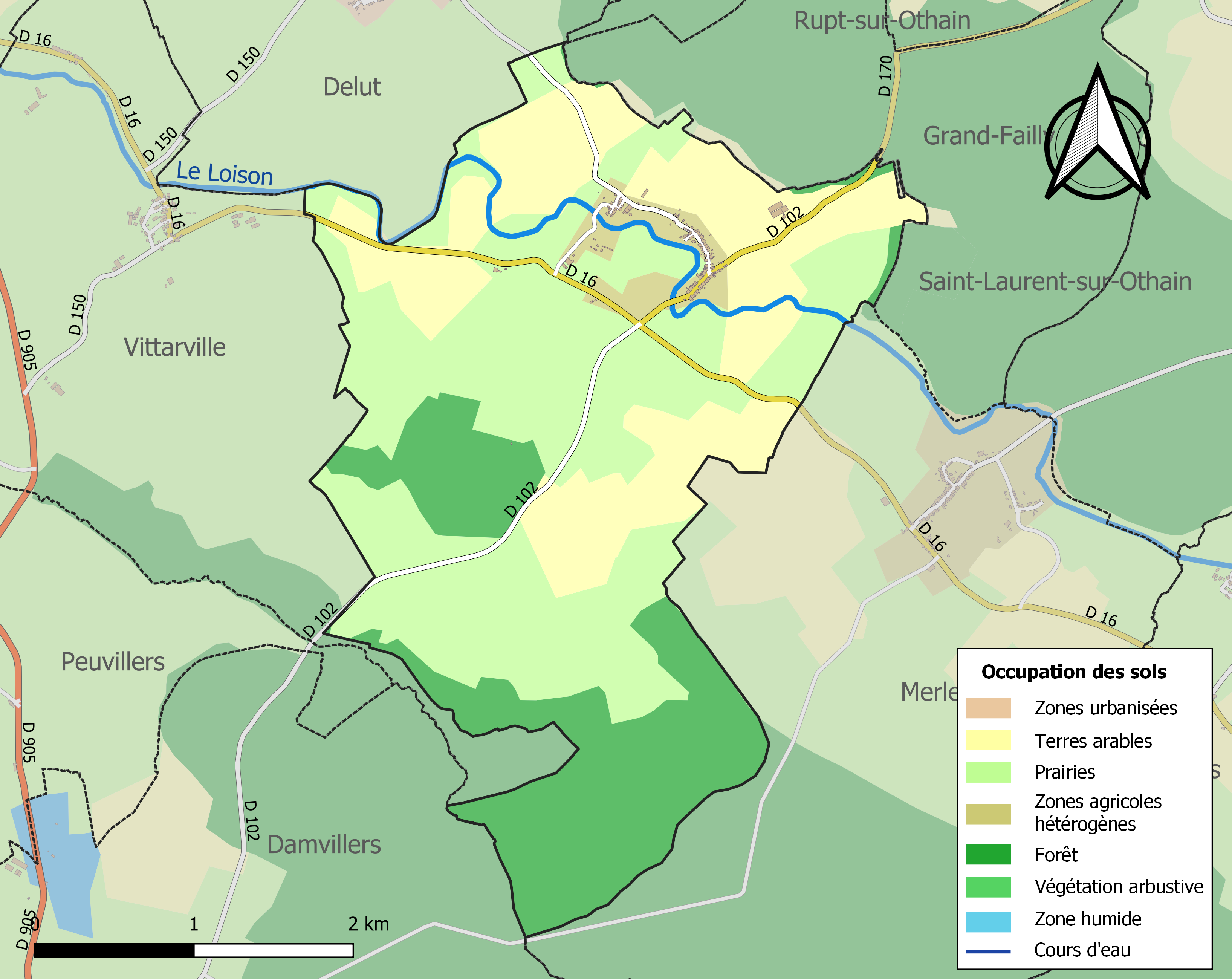
Carte des infrastructures et de l'occupation des sols de la commune en 2018 (CLC).

## Toponymie
Le nom de la localité est attesté sous les formes Dumbraz (1156) ; Dumbrez (1158) ; Dumbrax (1158) ; Domni-Bricii (1204) ; Donbras (1238) ; Dumbran (1601) ; Domnum-Brachium (1738).

Hagiotoponyme caché décomposé en dom et Brice, composé avec dominus- et le nom d'un saint, en latin « Dominus Bricius » ; Saint Brice, évêque de Tours ou Brice (VIe siècle), moine à l'abbaye Saint-Mesmin de Micy, puis ermite dans une forêt du diocèse de Sées.

## Histoire
Au XIIe siècle, un chevalier Pierre de Dumbras a épousé Helvide de Briey, dame de Semécourt (Archives généalogiques et historiques de la noblesse de France - Volume 9 - Auteur Louis Lainé).
Le 31 juillet 1677, 100 000 Allemands commandés par le Duc Charles de Lorraine suivi par les troupes du Maréchal de Créqui pillent, saccagent et brûlent de nombreux villages de la Meuse dont notamment Dombras, Billy-sous-Mangiennes, Merles-sur-Loison, Saint-Laurent-sur-Othain, Saint-Jean et Marville.

## Politique et administration
| Période                                  | Période   | Identité                                      | Étiquette | Qualité                                                |
| ---------------------------------------- | --------- | --------------------------------------------- | --------- | ------------------------------------------------------ |
| Les données manquantes sont à compléter. |           |                                               |           |                                                        |
| mars 2001                                | mars 2008 | Sylvain Monti                                 | DVD       | Conseiller général du canton de Damvillers (1988-2008) |
| mars 2008                                | mars 2014 | Francis Goujon                                |           |                                                        |
| mars 2014                                | En cours  | Éveline Biver Réélue pour le mandat 2020-2026 |           |                                                        |

## Population et société

### Démographie
L'évolution du nombre d'habitants est connue à travers les recensements de la population effectués dans la commune depuis 1793. Pour les communes de moins de 10 000 habitants, une enquête de recensement portant sur toute la population est réalisée tous les cinq ans, les populations de référence des années intermédiaires étant quant à elles estimées par interpolation ou extrapolation. Pour la commune, le premier recensement exhaustif entrant dans le cadre du nouveau dispositif a été réalisé en 2007.

En 2022, la commune comptait 139 habitants, en évolution de +2,21 % par rapport à 2016 (Meuse : −4,4 %, France hors Mayotte : +2,11 %).
| 1793 | 1800 | 1806 | 1821 | 1831 | 1836 | 1841 | 1846 | 1851 |
| ---- | ---- | ---- | ---- | ---- | ---- | ---- | ---- | ---- |
| 360  | 398  | 421  | 439  | 492  | 530  | 480  | 499  | 481  |

| 1856 | 1861 | 1866 | 1872 | 1876 | 1881 | 1886 | 1891 | 1896 |
| ---- | ---- | ---- | ---- | ---- | ---- | ---- | ---- | ---- |
| 444  | 480  | 477  | 467  | 447  | 404  | 374  | 405  | 385  |

| 1901 | 1906 | 1911 | 1921 | 1926 | 1931 | 1936 | 1946 | 1954 |
| ---- | ---- | ---- | ---- | ---- | ---- | ---- | ---- | ---- |
| 348  | 342  | 302  | 253  | 209  | 204  | 186  | 188  | 199  |

| 1962 | 1968 | 1975 | 1982 | 1990 | 1999 | 2006 | 2007 | 2012 |
| ---- | ---- | ---- | ---- | ---- | ---- | ---- | ---- | ---- |
| 202  | 184  | 171  | 177  | 145  | 146  | 139  | 138  | 131  |

| 2017 | 2022 | - | - | - | - | - | - | - |
| ---- | ---- | - | - | - | - | - | - | - |
| 138  | 139  | - | - | - | - | - | - | - |

## Culture locale et patrimoine

### Lieux et monuments

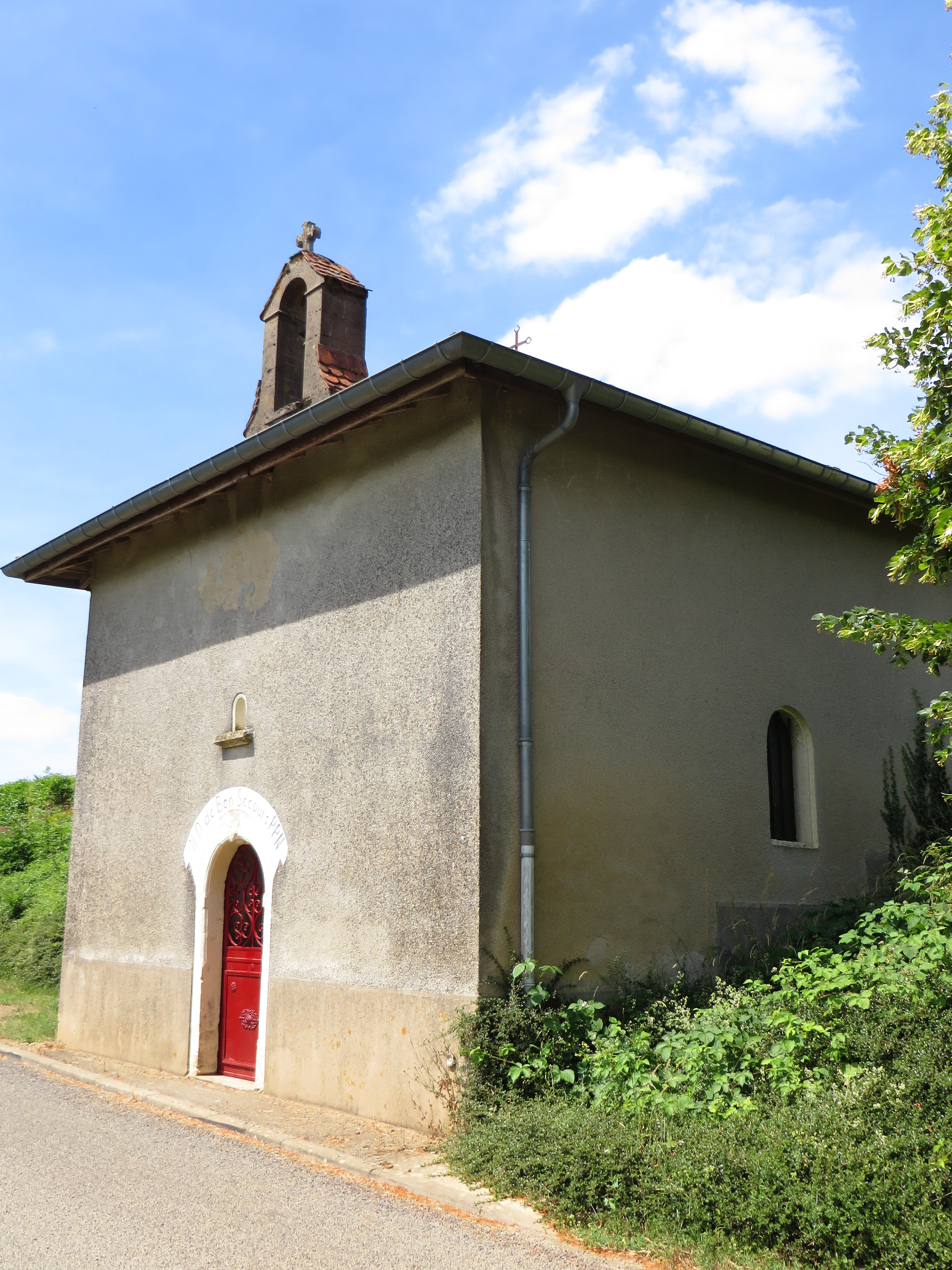
La chapelle Notre-Dame-de-Bon-Secours.

- L'église Saint-Brice, construite en 1777.
- La chapelle Notre-Dame-de-Bon-Secours, construite vers 1700.

### Personnalités liées à la commune
- Félix Bertaux, germaniste né à Dombras en 1881.